# Supercup (Handballturnier) 1991
Der Supercup 1991 war der siebte Supercup. Die spanische Mannschaft gewann ihren ersten Titel.

## Modus
In dieser Austragung spielten sechs Mannschaften im Modus „Jeder gegen Jeden“.

## Wertungskriterien
1. höhere Anzahl Punkte;
2. bessere Tordifferenz;
3. höhere Anzahl erzielter Tore;
4. das Los.

## Tabelle
| Pl. | Land        | Sp. | S | U | N | Tore      | Diff. | Punkte |
| --- | ----------- | --- | - | - | - | --------- | ----- | ------ |
| 1.  | Spanien     | 5   | 3 | 1 | 1 | 0106:1040 | +2    | 07:30  |
| 2.  | Sowjetunion | 5   | 3 | 0 | 2 | 0135:1110 | +24   | 06:40  |
| 3.  | Schweden    | 5   | 3 | 0 | 2 | 0124:1160 | +8    | 06:40  |
| 4.  | Deutschland | 5   | 3 | 0 | 2 | 097:950   | +2    | 06:40  |
| 5.  | Rumänien    | 5   | 2 | 1 | 2 | 0110:1210 | −11   | 05:50  |
| 6.  | Jugoslawien | 5   | 0 | 0 | 5 | 090:1150  | −25   | 00:100 |

## Spiele
| 19. November 1991 11:30 Uhr | Schweden             | 22:24  | Spanien                | Europahalle, Karlsruhe Zuschauer: 4000 Schiedsrichter: Gottschlich/Jurczik |
| 19. November 1991 11:30 Uhr | meiste Tore: Hajas 7 | (6:12) | meiste Tore: Cabanas 7 | Europahalle, Karlsruhe Zuschauer: 4000 Schiedsrichter: Gottschlich/Jurczik |
| 19. November 1991 11:30 Uhr | Strafen: 2× 5× 1×    |        | Strafen: 1×            | Europahalle, Karlsruhe Zuschauer: 4000 Schiedsrichter: Gottschlich/Jurczik |

| 19. November 1991 | Sowjetunion                              | 32:16  | Jugoslawien               | Europahalle, Karlsruhe |
| 19. November 1991 | meiste Tore: Hawrylow, Jakimowitsch je 6 | (15:5) | meiste Tore: Stanojević 6 | Europahalle, Karlsruhe |
| 19. November 1991 |                                          |        |                           | Europahalle, Karlsruhe |

| 19. November 1991 | Deutschland                   | 19:18   | Rumänien              | Europahalle, Karlsruhe Zuschauer: 4000 |
| 19. November 1991 | meiste Tore: Ratka, Wahl je 4 | (11:10) | meiste Tore: Mocanu 4 | Europahalle, Karlsruhe Zuschauer: 4000 |
| 19. November 1991 |                               |         |                       | Europahalle, Karlsruhe Zuschauer: 4000 |

| 20. November 1991 | Spanien | 19:18 | Jugoslawien | Europahalle, Karlsruhe |
| 20. November 1991 | (11:8)  |       |             | Europahalle, Karlsruhe |
| 20. November 1991 |         |       |             | Europahalle, Karlsruhe |

| 20. November 1991 15:00 Uhr | Deutschland                   | 20:24  | Schweden             | Europahalle, Karlsruhe Zuschauer: 4000 Schiedsrichter: Lelong/Tancrez |
| 20. November 1991 15:00 Uhr | meiste Tore: Ratka, Roos je 4 | (8:12) | meiste Tore: Hedin 6 | Europahalle, Karlsruhe Zuschauer: 4000 Schiedsrichter: Lelong/Tancrez |
| 20. November 1991 15:00 Uhr | Strafen: 3×                   |        | Strafen: 3× 5×       | Europahalle, Karlsruhe Zuschauer: 4000 Schiedsrichter: Lelong/Tancrez |

| 20. November 1991 | Sowjetunion | 38:21 | Rumänien | Europahalle, Karlsruhe |
| 20. November 1991 | (18:7)      |       |          | Europahalle, Karlsruhe |
| 20. November 1991 |             |       |          | Europahalle, Karlsruhe |

| 22. November 1991 | Jugoslawien | 18:22 | Rumänien | Ballsporthalle Höchst, Frankfurt am Main |
| 22. November 1991 | (10:14)     |       |          | Ballsporthalle Höchst, Frankfurt am Main |
| 22. November 1991 |             |       |          | Ballsporthalle Höchst, Frankfurt am Main |

| 22. November 1991 | Deutschland          | 18:19   | Spanien                | Ballsporthalle Höchst, Frankfurt am Main Zuschauer: 2500 |
| 22. November 1991 | meiste Tore: Zerbe 5 | (11:12) | meiste Tore: Alemany 4 | Ballsporthalle Höchst, Frankfurt am Main Zuschauer: 2500 |
| 22. November 1991 |                      |         |                        | Ballsporthalle Höchst, Frankfurt am Main Zuschauer: 2500 |

| 22. November 1991 20:45 Uhr | Sowjetunion                            | 22:28   | Schweden                    | Ballsporthalle Höchst, Frankfurt am Main Schiedsrichter: Gallego/Lamas |
| 22. November 1991 20:45 Uhr | meiste Tore: Atawin, Jakimowitsch je 6 | (11:13) | meiste Tore: R. Andersson 7 | Ballsporthalle Höchst, Frankfurt am Main Schiedsrichter: Gallego/Lamas |
| 22. November 1991 20:45 Uhr | Strafen: 2× 1×                         |         | Strafen: 3×                 | Ballsporthalle Höchst, Frankfurt am Main Schiedsrichter: Gallego/Lamas |

| 23. November 1991 13:45 Uhr | Schweden                    | 24:27   | Rumänien                          | Ballsporthalle Höchst, Frankfurt am Main Zuschauer: 2500 Schiedsrichter: Jörgensen/Christensen |
| 23. November 1991 13:45 Uhr | meiste Tore: M. Andersson 5 | (13:13) | meiste Tore: Mocanu, Berbece je 9 | Ballsporthalle Höchst, Frankfurt am Main Zuschauer: 2500 Schiedsrichter: Jörgensen/Christensen |
| 23. November 1991 13:45 Uhr | Strafen: 2×                 |         | Strafen: 2× 4×                    | Ballsporthalle Höchst, Frankfurt am Main Zuschauer: 2500 Schiedsrichter: Jörgensen/Christensen |

| 23. November 1991 15:25 Uhr | Deutschland               | 16:15  | Jugoslawien               | Ballsporthalle Höchst, Frankfurt am Main Zuschauer: 3500 |
| 23. November 1991 15:25 Uhr | meiste Tore: Winselmann 5 | (9:11) | meiste Tore: Stefanovič 4 | Ballsporthalle Höchst, Frankfurt am Main Zuschauer: 3500 |
| 23. November 1991 15:25 Uhr |                           |        |                           | Ballsporthalle Höchst, Frankfurt am Main Zuschauer: 3500 |

| 23. November 1991 | Sowjetunion | 24:22 | Spanien | Ballsporthalle Höchst, Frankfurt am Main |
| 23. November 1991 | (10:10)     |       |         | Ballsporthalle Höchst, Frankfurt am Main |
| 23. November 1991 |             |       |         | Ballsporthalle Höchst, Frankfurt am Main |

| 24. November 1991 12:30 Uhr | Schweden                           | 26:23  | Jugoslawien              | Ballsporthalle Höchst, Frankfurt am Main Zuschauer: 2500 Schiedsrichter: Buchda/Eichhorn |
| 24. November 1991 12:30 Uhr | meiste Tore: Hajas, Wislander je 6 | (16:9) | meiste Tore: Novaković 6 | Ballsporthalle Höchst, Frankfurt am Main Zuschauer: 2500 Schiedsrichter: Buchda/Eichhorn |
| 24. November 1991 12:30 Uhr | Strafen: 2× 3×                     |        | Strafen: 2×              | Ballsporthalle Höchst, Frankfurt am Main Zuschauer: 2500 Schiedsrichter: Buchda/Eichhorn |

| 24. November 1991 | Spanien | 22:22 | Rumänien | Ballsporthalle Höchst, Frankfurt am Main |
| 24. November 1991 | (14:10) |       |          | Ballsporthalle Höchst, Frankfurt am Main |
| 24. November 1991 |         |       |          | Ballsporthalle Höchst, Frankfurt am Main |

| 24. November 1991 16:15 Uhr | Deutschland         | 24:19   | Sowjetunion                 | Ballsporthalle Höchst, Frankfurt am Main Zuschauer: 4000 |
| 24. November 1991 16:15 Uhr | meiste Tore: Roos 7 | (14:13) | meiste Tore: Jakimowitsch 6 | Ballsporthalle Höchst, Frankfurt am Main Zuschauer: 4000 |
| 24. November 1991 16:15 Uhr |                     |         |                             | Ballsporthalle Höchst, Frankfurt am Main Zuschauer: 4000 |

## Aufgebote
Die Aufgebote sind vermutlich nicht vollständig.
| Spanien | Sowjetunion | Schweden | Deutschland | Rumänien | Jugoslawien Sozialistische Föderative Republik |
| Jaume Fort (Torwart) Lorenzo Rico (Torwart) Juan Francisco Alemany Fernando Barbeito Javier Cabanas Aitor Etxaburu Aleix Franch Òscar Grau Ángel Hermida Enric Masip Juan Francisco Muñoz Iñaki Urdangarin | Alexander Minevski (Torwart) Igor Tschumak (Torwart) Wjatscheslaw Atawin Andrei Barbaschinski Talant Dujshebaev Waleri Gopin Jurij Hawrylow Michail Jakimowitsch Oleg Kisseljow Juri Nesterow Andrei Tjumenzew Igor Wassiljew | Mats Olsson (Torwart) Tomas Svensson (Torwart) Magnus Andersson Robert Andersson Stefan Andersson Per Carlén Magnus Cato Erik Hajas Robert Hedin Ola Lindgren Lars Olsson Pierre Thorsson Robert Venäläinen Magnus Weberg Magnus Wislander | Stefan Hecker (Torwart) Michael Krieter (Torwart) Andreas Thiel (Torwart) Rüdiger Borchardt Jochen Fraatz Matthias Hahn Stephan Hauck Michael Klemm Klaus-Dieter Petersen Peter Quarti Richard Ratka Bernd Roos Holger Schneider Frank-Michael Wahl Holger Winselmann Volker Zerbe | Liviu Ianoș (Torwart) Sorin Toacsen (Torwart) Dumitru Berbece Mitică Bontaş Alexandru Dedu Adrian Ghimeș Robert Licu Ion Mocanu Costica Neagu Adi Popovici Rudi Prisăcaru Titel Răduță | Zoran Đorđić (Torwart) Goran Stojanović (Torwart) Dalibor Brajdić Nedeljko Jovanović Božidar Jović Vladimir Novaković Nenad Peruničić Dragan Škrbić Vladimir Stanojević Rastko Stefanovič Goran Stupar Zoran Tomić |
| Javier García Cuesta (Trainer) | Spartak Mironowitsch (Trainer) | Bengt Johansson (Trainer) | Horst Bredemeier (Trainer) | Cezar Nica (Trainer) | Jezdimir Stanković (Trainer) |

## Torschützenliste
| Pl. | Name                   | Team        | Tore |
| --- | ---------------------- | ----------- | ---- |
| 1   | Michail Jakimowitsch   | Sowjetunion | 35   |
| 2   | Robert Licu            | Rumänien    | 23   |
| 2   | Dumitru Berbece        | Rumänien    | 23   |
| 4   | Juan Francisco Alemany | Spanien     | 22   |
| 5   | Erik Hajas             | Schweden    | 21   |
| 5   | Magnus Andersson       | Schweden    | 21   |

Quelle